# Partido Socialista Democrático Italiano (2004)
El Partido Socialista Democrático Italiano (en italiano: Partito Socialista Democratico Italiano, abreviado PSDI) es un partido político de Italia fundado en 2004 como continuador histórico del antiguo PSDI de Giuseppe Saragat.

## Fundación
El partido fue fundado en enero de 2004 con el nombre "Partido Socialista Democrático Italiano" pretendiendo ser la continuación del partido de Saragat que había sido disuelto en 1998, contando sus congresos desde el último del antiguo PSDI. El primer secretario del partido fue Giorgio Carta.
Dentro de estrecha colaboración con Demócratas de Izquierda, en abril de 2006 Giorgio Carta fue elegido diputado dentro de L'Unione en las elecciones generales de 2006, dimitiendo como secretario del partido de noviembre. Fue sustituido por Renato D'Andria, cuya elección fue impugnada por muchos miembros del partido (incluyendo Carta) aduciendo que esta fue manipulada; el nuevo secretario expulsó a todos los miembros que impugnaron su elección (incluyendo Carta) del partido.
En abril de 2007, un tribunal de Roma repuso a la antigua dirección y declaró inválida la elección tanto de D'Andria como secretario como el XVII Congreso del partido. El partido fue dirigido interinamente por Carta, hasta el Congreso de octubre de 2007 (el XVII, a pesar de que el de enero fue invalidado), siendo elegido Mimmo Magistro como nuevo secretario. D'Andria, que se seguía considerando a sí mismo como el líder legítimo del PSDI, se escindió e impulsó en junio el Partido de los Reformadores Democráticos (PRD).
Para elecciones generales de 2008 el PSDI trató de formar una alianza con la Unión de los Demócratas Cristianos y de Centro (UDC), pero finalmente no participó en la coalición Unión de Centro (UdC). En cambio, el 29 de marzo de 2008, el Comité Nacional dio libertad de voto a sus miembros para votar según su conciencia, pidiendo el voto para fuerzas políticas que pudieran frenar bipartidismo. Sin embargo, muchas secciones regionales pidieron el voto para partidos concretos; por ejemplo la Toscana para La Izquierda al Senado y el Partido Socialista a la Cámara de Diputados, las de Lacio y Véneto para Unión de Centro, la de Lombardía para el Pueblo de la Libertad o la Sicilia para el Movimiento por las Autonomías
En julio de 2011, un tribunal de Roma declaró finalmente a Renato D'Andria legítimo secretario del partido. Magistro propuso una reconciliación entre las dos facciones, pero D'Andria no aceptó las condiciones impuestas por este. A mediados de noviembre de 2011, 28 de los 31 miembros del Consejo nacional saliente, incluyendo Magistro, abandonaron la PSDI para formar un nuevo partido llamado Los SocialDemócratas (iSD). El 11 de enero de 2012, en el 65 aniversario de la escisión del PSI en 1947, PSDI y iSD organizaron un evento conjunto en recuerdo de Giuseppe Saragat. La posible reunificación de ambas facciones es complicada debido a la posición de D'Andria de aliarse con el Pueblo de la Libertad de centro-derecha, y la de Magistro de hacerlo con el centro-izquierda.